# Gesellschaftskritik
Die Begriffe Gesellschaftskritik und Sozialkritik bezeichnen das Ausüben von Kritik an der Gesellschaft, an gesellschaftlichen Teilsystemen oder an als Missstand empfundenen gesellschaftlichen und kulturellen Phänomenen. Gesellschaftskritik kann darauf abzielen, das Kritisierte zu verbessern oder abzuschaffen (siehe Reform, Revolution).
Gesellschaftskritik ist oft verbunden mit weltanschaulichen (ideologischen) Meinungen bzw. Überzeugungen; es gibt daher keine allgemeingültige Ansicht darüber, was „die“ Gesellschaftskritik beinhalten muss.

## Geschichte
Die Ursprünge der modernen Gesellschaftskritik reichen wenigstens bis in die Zeit der Aufklärung zurück. Radikale Aufklärer wie Jean Meslier gaben sich jedoch nicht mit der damaligen, im Kern als Religionskritik anzusehende Gesellschaftskritik allein zufrieden. Im Zentrum seiner Kritik stand das Leid der Bauern. Daneben gab es auch eine Zivilisationskritik aus religiösen Gründen wie die, welche von den Quäkern in England ausging und sich z. B. in den Grundsätzen der moralischen Behandlung zeigte. Jean-Jacques Rousseau entfaltete eine Gesellschaftskritik in seiner politischen Philosophie und seiner Pädagogik, die durch die französische Revolution Verbreitung fand.

## Akademische Gesellschaftskritik
Im „Positivismusstreit“ zwischen Kritischem Rationalismus (Karl Popper, Hans Albert und anderen) und der Kritischen Theorie der Frankfurter Schule spiegelt sich die grundsätzliche Frage, ob Wissenschaft nur die Aufgabe hat, empirisch das wahrzunehmen, was ist, und es zu optimieren, oder ob sie auch grundsätzliche Kritik an der Gesellschaft üben und Werturteile fällen soll und auf welchen Grundlagen dies denn geschehen solle.
Gesellschaftskritische Werke sind klassischerweise sozialphilosophische, sozioökonomische, soziologische oder sozialpsychologische Werke, doch zählen auch Arbeiten anderer sozialwissenschaftlicher Richtungen wie etwa der Sozialmedizin dazu. Daneben sind auch Naturwissenschaftlerinnen und Naturwissenschaftler mit kritischen Werken hervorgetreten, wie zum Beispiel die Biologin Rachel Carson, deren Buch Der stumme Frühling in den USA zu einem Katalysator der Umweltschutzbewegung wurde.
Die Sozialethik versteht sich explizit oder zumindest implizit auch als Gesellschaftskritik, insofern sie danach fragt, wie bestimmte soziale Strukturen zu humanisieren sind (Strukturreform), was nur dann wirksam und dauerhaft gelingen könne, wenn auch die Gesinnung der dafür verantwortlichen Menschen sich ändere (Gesinnungsreform). Diesem Ziel dient vor allem eine entsprechende Erziehung und Bildung, die man darum als gesellschaftskritischen oder als gesellschaftsstabilisierenden Faktor ansehen kann.

### Akademische Gesellschaftskritik nach gesellschaftlichem Teilsystem
- Kritik der Arbeit
- Globalisierungskritik
- Kapitalismuskritik
- Konsumkritik
- Kulturkritik
- Antinatalismus
- Kritik des Patriarchats (Feminismus)
- Antispeziesismus
- Technikkritik
- Wachstumskritik
- Zivilisationskritik

## Kulturelle Rezeption

### Gesellschaftskritik in Literatur, Kunst und Musik
Zur Gesellschaftskritik in der Literatur zählen antikapitalistische revolutionäre Romane wie Jack Londons The Iron Heel (1908) und dystopische Romane wie Aldous Huxleys Schöne Neue Welt (engl. Titel Brave New World) von 1932, George Orwells 1984 (Nineteen Eighty-Four) von 1949 oder Ray Bradburys Fahrenheit 451 von 1953 und Kinderbücher wie Michael Endes Momo. Großangelegte Auseinandersetzungen mit dem sowjetischen Totalitarismus erschienen von Alexander Issajewitsch Solschenizyn (Der Archipel Gulag) und Wassili Semjonowitsch Grossman (Leben und Schicksal).
Im Bereich des Theaters gibt es im deutschsprachigen Raum eine lange Tradition gesellschaftskritischer Stücke (Jakob Michael Reinhold Lenz, Der Hofmeister; Georg Büchner, Woyzeck; Bertolt Brecht, Heiner Müller, Thomas Bernhard, Elfriede Jelinek). International markiert die Aufführung von Die Stützen der Gesellschaft von Henrik Ibsen 1877 aus heutiger Sicht die Geburt einer neuen dramaturgischen Gattung, des naturalistischen Gesellschaftsdramas, welches als Ausgangspunkt des modernen Dramas gilt. Im Zwanzigsten Jahrhundert überschreitet das Politische Theater den engen Rahmen des bürgerlichen Theaterbetriebs.
Eine weitere Tradition der Gesellschaftskritik besteht aus Sozialreportagen, die auf teilnehmender Beobachtung des Autors beruhen. Bekannte Beispiele sind Orwells Erledigt in Paris und London (1933), Günter Wallraffs Reportagen und verdeckte Erkundungen (investigativer Journalismus) linker Autoren im rechtsextremen Milieu (Anne Tristan).
Die Bildende Kunst setzt sich in allen ihren Genres – Malerei, Bildhauerei, Grafik und anderen – in vielen Epochen, bis heute, immer wieder mit gesellschaftlichen Verhältnissen und Herrschaftsstrukturen auseinander. Künstler gerieten wegen ihrer zeitkritischen bildnerischen Aussagen häufig in Konflikt mit dem System, in dem sie lebten und arbeiteten. Als Beispiele seien genannt Francisco de Goya mit seinen Radierungen Desastres de la Guerra und John Heartfield mit seinen politischen Fotomontagen gegen die Politik des Dritten Reichs. Oft mussten Künstler als Folge ihrer oppositionellen Haltung ins Exil gehen.
Auch in musikalischer Form kann Gesellschaftskritik ausgedrückt werden; dies geschieht traditionell in Protestliedern. Neuere Formen der Gesellschaftskritik in der Musik finden sich im Punk, im Metal und in der Hip-Hop-Musik, im Reggae oder im Spoken Word.
Darüber hinaus kann Musik auch ohne entsprechenden Texte gesellschaftskritisch sein. Als Beispiel kann die 5. Sinfonie von Dmitri Schostakowitsch genannt werden, in der die Feierlichkeiten von Parteigremien und ihrem zeitlich exakt vorausgeplanten Unterhaltungsprogramm karikiert werden.

### Gesellschaftskritik in Fotografie und Film
Seit den Anfängen der Fotografie haben immer wieder Fotografen, insbesondere in der Dokumentarfotografie, auf gesellschaftskritische Weise die soziale Realität dargestellt. Zu den Klassikern zählen die Dokumentation der Armut in den USA durch Lewis Hine sowie der Entfremdung durch Robert Frank (Les américains. 1957) und Diane Arbus. Geradezu ikonischen Status erlangte das Bild einer erschöpften Frau von Dorothea Lange.
Im Film kann sich die Gesellschaftskritik direkt mit der Aufforderung zur Veränderung verbinden (wie zum Beispiel in Kuhle Wampe oder: Wem gehört die Welt?) oder der Akzent liegt mehr auf der Dokumentation der Lebens- und Arbeitsbedingungen wie es häufig in Dokumentarfilmen der Fall ist (zum Beispiel in Louis Malles Film über die Fabrikarbeit bei Citroën (Humain trop humain, Frankreich 1974)).

### Klassische Werke
- Étienne de La Boétie: Von der freiwilligen Knechtschaft. (circa 1560)
- Baruch de Spinoza: Tractatus theologico-politicus, 1670
- Immanuel Kant: Beantwortung der Frage: Was ist Aufklärung. 1784
- Mary Wollstonecraft, A Vindication of the Rights of Woman. 1792
- Bettina von Arnim: Königsbücher.
- Flora Tristan: L'Union Ouvrière (1843), dt. Arbeiterunion. Sozialismus und Feminismus im 19. Jahrhundert, ISP-Verlag, Frankfurt am Main 1988
- Karl Marx: Das Kapital. 1867
- John Stuart Mill, Harriet Taylor Mill: The Subjection of Women 1869
- Michail Alexandrowitsch Bakunin: Staatlichkeit und Anarchie. 1873
- Friedrich Nietzsche: Unzeitgemäße Betrachtungen. (1873–1876)
- Paul Lafargue: Le droit à la paresse 1880
- Émile Durkheim: Über soziale Arbeitsteilung. 1893
- Georg Simmel: Philosophie des Geldes. 1900
- Max Weber: Die protestantische Ethik und der 'Geist' des Kapitalismus. (1904/1905)
- Upton Sinclair: The Jungle. 1906
- Walter Benjamin: Zur Kritik der Gewalt. In: Archiv für Sozialwissenschaften und Sozialpolitik, 1921
- Georg Lukács: Geschichte und Klassenbewußtsein. 1923
- Virginia Woolf: Ein Zimmer für sich allein. 1929
- Sigmund Freud: Das Unbehagen in der Kultur. 1930
- Wilhelm Reich: Massenpsychologie des Faschismus 1933
- Max Horkheimer: Traditionelle und kritische Theorie. 1935
- Norbert Elias: Über den Prozeß der Zivilisation. 1939:
- Walter Benjamin: Über den Begriff der Geschichte 1940
- Friedrich August von Hayek: Der Weg zur Knechtschaft. 1944
- Max Horkheimer, Theodor W. Adorno: Dialektik der Aufklärung. 1947
- Simone de Beauvoir: Das andere Geschlecht. 1949
- Aimé Césaire: Discours sur le colonialisme (1950), dt. Diskurs über den Kolonialismus, Berlin 1968
- Ernst Bloch: Das Prinzip Hoffnung (1938 bis 1947)
- Erich Fromm: Die Kunst des Liebens. 1956
- Milovan Đilas: Die neue Klasse. Eine Analyse des kommunistischen Systems. 1958
- Friedrich August von Hayek: Die Verfassung der Freiheit. 1960
- Frantz Fanon: Les damnés de la terre, dt. Die Verdammten dieser Erde (1961)
- Rachel Carson: Silent Spring (1962)
- Herbert Marcuse: Der eindimensionale Mensch (1964, dt. 1967)
- Guy Debord: Die Gesellschaft des Spektakels (1967)
- Louis Althusser: Ideologie und ideologische Staatsapparate, 1970 in der Zeitschrift La pensée
- Konrad Lorenz: Die acht Todsünden der zivilisierten Menschheit (1973)
- Michel Foucault: Überwachen und Strafen (1975, dt. 1977)
- Michel Foucault: La volonté de savoir – Der Wille zum Wissen (Band 1 der Geschichte der Sexualität) 1976
- Michel Foucault: Was ist Kritik? (1978, dt. 1992)
- Cornelius Castoriadis: Gesellschaft als imaginäre Institution (1975, dt. 1984)
- Erich Fromm: Haben oder Sein. 1976
- Pierre Bourdieu: Die feinen Unterschiede. Kritik der gesellschaftlichen Urteilskraft. (1979, dt. 1982)

### Wichtige zeitgenössische Werke
- Carla Lonzi: Die Lust Frau zu sein, Berlin: Merve, 1975
- John H. Bodley: Victims of Progress (1975), dt. Der Weg der Zerstörung. Stammesvölker und die industrielle Zivilsation, München: Trickster, 1983
- Susan George: How the Other Half Dies, 1976, dt. Wie die andern sterben. Die wahren Ursachen des Welthungers, Berlin: Rotbuch Verlag, 1980
- Konrad Lorenz: Der Abbau des Menschlichen. 1983
- Audre Lorde: Sister Outsider, 1984, dt. Sister Outsider. Essays, Berlin: Hanser, 2021
- Michel Henry: La barbarie. Bernard Grasset, Paris 1987 (dt. Die Barbarei. Eine phänomenologische Kulturkritik, Freiburg/München: Alber, 1994)
- Arno Gruen: Der Wahnsinn der Normalität: Realismus als Krankheit. Eine Theorie zur menschlichen Destruktivität. München: Kösel, 1987, ISBN 3-466-34178-7.
- Gayatri Chakravorty Spivak: Can the Subaltern Speak? in: Cary Nelson & Lawrence Grossberg (Hrsg.): Marxism and the Interpretation of Culture, University of Illinois Press, Chicago 1988, dt. Can the Subaltern Speak? Postkolonialität und subalterne Artikulation, Einl. Hito Steyerl. Wien: Turia + Kant, 2007
- Judith Butler: Gender Trouble. 1989, dt. Das Unbehagen der Geschlechter
- Monique Wittig: The Straight Mind and other Essays, 1992
- Raewyn Connell: Masculinities. 1995, dt. Der gemachte Mann: Konstruktion und Krise von Männlichkeiten
- Joachim Hirsch: Der nationale Wettbewerbsstaat. Staat, Demokratie und Politik im globalen Kapitalismus. 1995
- Richard Sennett: Der flexible Mensch. 1998
- Noam Chomsky und Edward S. Herman: Manufacturing Consent: The Political Economy of the Mass Media. 1988.
  - deutschsprachige Ausgabe: Die Konsensfabrik. Die politische Ökonomie der Massenmedien. Übersetzt von Michael Schiffmann, Westend, Frankfurt 2023, ISBN 978-3-86489-391-9.
- Noam Chomsky: Profit over people. 2000
- Gruppe Krisis (Hrsg.): Manifest gegen die Arbeit Erlangen: Gruppe Krisis, 1999
- Robert Kurz: Schwarzbuch Kapitalismus. 1999
- Antonio Negri: Michael Hardt: Empire – die neue Weltordnung. 2003
- Gilbert Rist: Le développement, Histoire d’une croyance occidentale. Presses de Sciences Po, Paris 1996 – engl. The History of Development: From Western Origins to Global Faith. Erweiterte Auflage. London: Zed Books, 2003
- Wulf D. Hund: Negative Vergesellschaftung. Dimensionen der Rassismusanalyse, Münster: Verlag Westfälisches Dampfboot, 2. Erw. Aufl. 2014.
- Eike Geisel: Die Gleichschaltung der Erinnerung. Kommentare zur Zeit, Berlin: Edition Tiamat 2019.
- Autorinnenkollektiv Meuterei: Grenzenlose Gewalt. Der unerklärte Krieg der EU gegen Flüchtende, Hamburg und Berlin 2022

### Primärliteratur
- Walter Benjamin: Zur Kritik der Gewalt. In: ders.: Sprache und Geschichte. Philosophische Essays. Stuttgart 1992, ISBN 3-15-008775-9, S. 104–131.
- Ehrhard Bahr (Hrsg.): Was ist Aufklärung? Thesen und Definitionen. Kant, Erhard, Hamann, Herder, Lessing, Mendelssohn, Riem, Schiller, Wieland. ISBN 3-15-009714-2.
- Jack London: The Iron Heel. 1908 – zahlreiche Ausgaben, dt. Die eiserne Ferse, Ullstein Taschenbuch, ISBN 3-548-20454-6.
- Anne Tristan: Von innen: als Mitglied d. Front National in d. Hochburg Le Pens. Kiepenheuer u. Witsch, Köln 1988, ISBN 3-462-01909-0.

### Einführungen
In die ältere Gesellschaftskritik (vor 1968) führt Werner Hofmann ein. Für die neuere Kritik gibt es –, entsprechend der Zersplitterung der Kritik –, kein ähnlich breit angelegtes Werk, daher sind mehrere Titel für verschiedene Richtungen angegeben:
- Michael Heinrich: Kritik der politischen Ökonomie: Eine Einführung. 5. Auflage. Schmetterling Verlag, Stuttgart 2007, ISBN 978-3-89657-593-7.
- Werner Hofmann: Ideengeschichte der sozialen Bewegung. 6. erweiterte Auflage, de Gruyter, Berlin/New York 1979.
- Gisela Hermes, Eckhard Rohrmann: Nichts über uns – ohne uns!: Disability Studies als neuer Ansatz emanzipatorischer und interdisziplinärer Forschung über Behinderung. AG Spak, Neu-Ulm 2006, ISBN 3-930830-71-X.
- Michaela Karl: Die Geschichte der Frauenbewegung, Reclam, Stuttgart, Aktualisierte und erweiterte Ausgabe 2023[2]
- Marcel van der Linden: Workers of the World: Eine Globalgeschichte der Arbeit (Globalgeschichte, 23), Frankfurt am Main: Campus, 2017
- María do Mar Castro Varela, Nikita Dhawan: Postkoloniale Theorie: Eine kritische Einführung. Bielefeld: transcript 3. aktual. Aufl. 2020 (UTB)
- Andrea Trumann: Feministische Theorie: Frauenbewegung und weibliche Subjektbildung im Spätkapitalismus. Schmetterling Verlag, Stuttgart 2002, ISBN 3-89657-580-5.

### Nachschlagewerke
- Daniela Gottschlich / Sarah Hackfort / Tobias Schmitt / Uta von Winterfeld (Hrsg.): Handbuch Politische Ökologie. Theorien, Konflikte, Begriffe, Methode, Bielefeld: transcript, 2022 (Open access)
- Alastair Hemmens, Gabriel Zacarias (Hrsg.): The Situationist International: A Critical Handbook, London: Pluto Press, 2020
- Axel Honneth (Hrsg.): Schlüsseltexte der Kritischen Theorie. Wiesbaden: VS Verlag für Sozialwissenschaften, 2006, ISBN 3-531-14108-2.
- Patricia D. Netzley: Social Protest Literature. An Encyclopedia of Works, Characters, Authors and Themes. ABC-Clio, Santa Barbara, Denver, Oxford 1999.
- Historisch-kritisches Wörterbuch des Marxismus

### Sonstige Sekundärliteratur
- Stephan Moebius, Gerhard Schäfer (Hrsg.): Soziologie als Gesellschaftskritik. Wider den Verlust einer aktuellen Tradition. VSA, Hamburg 2006.
- Lothar Peter: Neue soziale Bewegungen, soziale Frage und Krise der Arbeit: Sozialkritik in der französischen Soziologie heute. In: Sozial.Geschichte. Zs. für historische Analyse des 20. und 21. Jahrhunderts. Peter Lang, Bern 2006, ISSN 1660-2870, Teil I: Heft 1, S. 9–32; Teil II: Heft 2, S. 34–51.
- Joseph Heath, Andrew Potter: Konsumrebellen. Der Mythos der Gegenkultur. Rogner & Bernhard, Berlin 2005. (Kritik an Gesellschafts- und Konsumkritik)
- Gerhard Henschel: Menetekel. 3000 Jahre Untergang des Abendlandes. Eichborn, Frankfurt 2010, ISBN 978-3-8218-6210-1. (Reihe Die Andere Bibliothek)
  - Teil-Abdruck: Isoliert nebeneinander herlaufende Klempner. Zs. Dschungel, Beilage zu jungle world. Nr. 10, 11. März 2010, S. 19–23.

## Filme
- 1919 Anders als die Andern §175. Regie: Richard Oswald Kritik der Verfolgung der Homosexuellen in Form eines Spielfilms, Drehbuch: Richard Oswald und Magnus Hirschfeld
- 1922 Die Gezeichneten. Regie: Carl Theodor Dreyer Dreyers Auseinandersetzung mit dem Antisemitismus
- 1923 La souriante Madame Beudet, Regie : Germaine Dulac, Frankreich – Einer der ersten feministischen Filme überhaupt
- 1924 Der letzte Mann. Regie: Friedrich Wilhelm Murnau Ein Hotelportier zerbricht am Verlust seiner Stellung
- 1925 Panzerkreuzer Potemkin. Regie: Sergei Michailowitsch Eisenstein
- 1929 Mutter Krausens Fahrt ins Glück. Regie: Phil Jutzi Einer der proletarischen Filme
- 1931 Mädchen in Uniform. Regie: Leontine Sagan. Kritische Schilderung des Lebens in einem autoritären Mädcheninternat.
- 1932 Kuhle Wampe oder: Wem gehört die Welt? Regie: Slatan Dudow
- 1933 Borinage. Regie: Joris Ivens und Henri Storck. Militanter Film über das Elend der belgischen Bergarbeiter.
- 1948 Strange Victory. Regie: Leo Hurwitz
„He creates the image of an America that is complacent in its victory, prosperity and racism; the narrator warns: ‘Nigger, kike, wop, take my advice and accept the facts – the world is already arranged for you’.“ Richard M. Barsam
- 1948 La terra trema. Regie: Luchino Visconti Fischer kämpfen gegen die erste und die zweite Natur (gegen die See und die Zwischenhändler)
- 1953 Salt of the Earth (Salz der Erde). Regie: Herbert J. Biberman.
Legendärer dokumentarischer Spielfilm über einen Streik in New Mexico; die Arbeiter kämpfen gegen die Firma, und „ihre“ Frauen kämpfen gegen die Machohaltung der Männer, um voll aktiv an dem Streik teilnehmen zu „dürfen“.
- 1963 : Snoj-Hitze, Regie: Larissa Schepitko UdSSR Visionärer Film, der die Krise der sowjetischen Ideologie aufzeigt
- 1964 The Cool World. Regie: Shirley Clarke. Die grausame Realität des street life in den U.S.A.
- 1966 La noire de …, Regie: Ousmane Sembène – Eine junge Senegalesin arbeitet als Dienstmädchen in Frankreich und wird dort mit dem massiven französischen Rassismus konfrontiert.
- 1968 La Hora de los hornos: Acto para la liberación: notas, testimonios y debate sobre las recientes luchas de liberación del pueblo argentino – Die Stunde der Feuer. Regie: Fernando Solanas. Klassiker des lateinamerikanischen politischen Kinos.
- 1968 Teorema. Regie: Pier Paolo Pasolini. Die Macht des Begehrens sprengt eine reiche Industriellenfamilie.
- 1969 Das Blut des Condors. Regie: Jorge Sanjinés. Kritische Auseinandersetzung mit dem Einfluss der USA in Bolivien.
- 1969 Salesman. Regie und Schnitt: Albert und David Maysles, Charlotte Zwerin. Iier Handelsvertreter versuchen die Bibel zu verkaufen – einer der wichtigsten Filme des Direct Cinema.
- 1970 Le chagrin et la pitié (Das Haus nebenan – Chronik einer französischen Stadt im Kriege). Regie: Marcel Ophüls. Politisch bahnbrechender Film über die Kollaboration in Frankreich während der deutschen Besatzung.
- 1970 Warum läuft Herr R. Amok? Regie: Rainer Werner Fassbinder. Der erniedrigende Wahnsinn des ‚normalen‘ Lebens.
- 1971 Nicht der Homosexuelle ist pervers, sondern die Situation, in der er lebt. Regie: Rosa von Praunheim. Dieser Film wurde zum Ausgangspunkt der zweiten Schwulenbewegung.
- 1971 The Woman’s Film. Regie: Louise Alaimo, Judy Smith
- 1971 L’aggettivo donna. Regie: Annabella Misuglio, Italien, Dokumentarfilm. In den frühen 1970er Jahren wurden viele feministische Dokumentarfilme gedreht. L’aggettivo donna analysiert die doppelte Ausbeutung der Arbeiterinnen, die Isolation der Hausfrauen und die Abrichtung der in die Schulen einsperrten, von den anderen getrennten Kindern.
- 1971 Wanda. Regie: Barbara Loden. Intimes Porträt einer entfremdeten Frau.
- 1973 La Société du spectacle (Die Gesellschaft des Spektakels). Regie: Guy Debord
- 1974 Angst essen Seele auf. Regie: Rainer Werner Fassbinder. Eindringlicher Spielfilm über Liebe und Sexualität angesichts von Rassismus, Sexismus und Altersdiskriminierung.
- 1975 Jeanne Dielman, 23 Quai du Commerce, 1080 Bruxelles. Regie: Chantal Akerman. Alltag einer Hausfrau – ein feministischer Klassiker.
- 1976 Harlan County U.S.A. Regie: Barbara Kopple
- 1978 Baara (Arbeit). Regie: Souleymane Cissé
- 1980 Heaven’s Gate. Regie: Michael Cimino Klassenkrieg gegen osteuropäische Einwanderer
- 1980 Palermo oder Wolfsburg. Regie: Werner Schroeter Ein Sizilianer geht nach Deutschland, um dort seine Arbeitskraft zu verkaufen
- 1981 Sois belle et tais-toi – Be Pretty and Shut Up! Regie: Delphine Seyrig Interviews mit Schauspielerinnen zum Sexismus in der Filmindustrie
- 1984 Before Stonewall. Regie: John Scagliotti und Greta Schiller
- 2001 Intimacy. Regie: Patrice Chéreau. Intensiver Spielfilm über Einsamkeit, sexuelle Entfremdung und eine unmögliche Liebe.
- 2003 Gujarat: A Laboratory of Hindu Rastra, Fascism. Regie: Suma Josson. Über den hinduistischen Fundamentalismus.
- 2004 Black Panthers (in Israel) speak out, Israel. Regie: Eli Hamo, Sami Halom Chetrit
- 2004 Ratziti Lihiyot Gibor – On the Objection Front. Regie: Shiri Tsur. Dokumentarfilm über die Refuseniks-Bewegung in Israel das heißt Soldaten, die sich weigern in den besetzten Gebieten zu dienen.
- 2004 Memoria del saqueo (Geschichte einer Plünderung). Regie: Fernando E. Solanas. Eine leidenschaftliche und parteiische Geschichte des Neoliberalismus in Argentinien.
- 2004 Darwin’s Nightmare. Regie: Hubert Sauper.
- 2006 Atos dos Homens / Acts of Men. Regie: Kiko Goifman, Brasilien/Deutschland, 75 Minuten. Ursprünglich als Geschichte der Todesschwadronen in Brasilien geplant, konzentriert sich der Film des Anthropologen Kiko Goifman auf ein Massaker, das Polizisten 2005 begingen. Goifman interviewt auch Killer, die sich selbst als Ordnungshüter verstehen.
- 2006 Das kurze Leben des José Antonio Gutierrez. Regie: Heidi Specogna
- 2010 Eine flexible Frau, Regie: Tatjana Turanskyj, Deutschland – Spielfilm über eine arbeitslose Architektin
- 2012 The Pervert's Guide to Ideology, Regie: Sophie Fiennes, mit Slavoj Žižek
- 2023 Green Border, Regie: Agnieszka Holland – Spielfilm über das Grenzregime an der Grenze von Polen und Belarus und den Widerstand dagegen